# باتری
باتری وسیله‌ای متشکل از یک یا چند سلول الکتروشیمیایی با اتصالات خارجی است که برای تأمین انرژی دستگاه‌های الکتریکی مانند چراغ‌قوه، تلفن‌های همراه و خودروهای برقی استفاده می‌شود. تاریخچهٔ کشف باتری به دورهٔ اشکانیان در تیسفون (حوالی بغداد امروزی) می‌رسد.
هنگامی که یک باتری در حال تأمین توان الکتریکی است، ترمینال مثبت آن کاتد و ترمینال منفی آن آند است. ترمینالی که با علامت منفی مشخص شده‌است منبع الکترونهایی است که از طریق یک مدار الکتریکی خارجی به سمت ترمینال مثبت جریان می‌یابد. هنگامی که یک باتری به یک بار الکتریکی خارجی متصل می‌شود، یک واکنش اکسایش-کاهش واکنش دهنده‌های پر انرژی را به محصولات کم انرژی تبدیل می‌کند و اختلاف انرژی آزاد به عنوان انرژی الکتریکی به مدار خارجی تحویل می‌شود. از گذشته، از اصطلاح "باتری" برای دستگاه‌هایی با چند سلول استفاده می‌شد، با این حال از این اصطلاح همچنان برای دستگاه‌هایی با فقط یک سلول استفاده می‌شود.
باتری‌های اولیه (یکبار مصرف) یکبار استفاده می‌شوند و دور انداخته می‌شوند، زیرا ترکیب شیمیایی مواد الکترود در هنگام تخلیه برگشت‌ناپذیر، دچار تغییر می‌شوند. یک نمونه معمول باتری قلیایی است که برای چراغ قوه و بسیاری از دستگاه‌های الکترونیکی قابل حمل استفاده می‌شود. باتری‌های ثانویه (قابل شارژ) با استفاده از جریان الکتریکی اعمال شده می‌توانند چندین بار تخلیه و شارژ شوند. ترکیب شیمیایی اصلی الکترودها را می‌توان با جریان الکتریکی معکوس، بازیابی کرد. به عنوان مثال می‌توان به باتری‌های اسید-سرب که در وسایل نقلیه استفاده می‌شوند و باتری‌های لیتیوم-یون که برای تجهیزات الکترونیکی قابل حمل مانند لپ تاپ‌ها و تلفن‌های همراه استفاده می‌شود، اشاره کرد.
باتری‌ها در اشکال و اندازه‌های مختلفی وجود دارند، از سلول‌های مینیاتوری گرفته که برای تأمین انرژی سمعک و ساعت مچی استفاده می‌شود تا سلول‌های کوچک و نازک که در تلفن‌های هوشمند استفاده می‌شود، و باتری‌های بزرگ اسید-سرب یا لیتیوم-یونی که در وسایل نقلیه استفاده می‌شوند و باتری‌های عظیم‌الجثه به اندازه اتاق ساختمان که برق اضطراری مراکز تلفن و مراکز داده رایانه و غیره را فراهم می‌کنند.
از آنجایی که تولید برق توسط نیروگاه‌های بادی و خورشیدی منقطع است، باتری‌ها یک جزء بسیار مهم در تحقق اهداف توسعه پایدار و انرژی‌های نو هستند و به همین دلیل به سرعت در حال پیشرفت هستند. در سال ۲۰۱۹ اندازه بازار جهانی باتری برابر ۱۰۸٫۴ میلیارد دلار ارزیابی شده‌است و انتظار می‌رود از سال ۲۰۲۰ تا ۲۰۲۷ با نرخ رشد مرکب سالانه ۱۴٫۱٪ رشد کند و به ۳۱۰٫۸ میلیارد دلار برسد.

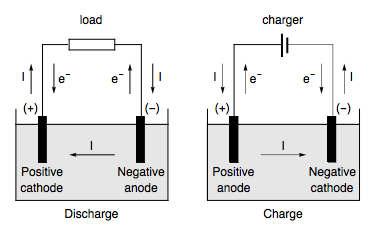
تصویر سمت چپ: باتری در حال دشارژ شدن - تصویر سمت راست: باتری در حال شارژ شدن

## کارکرد باتری

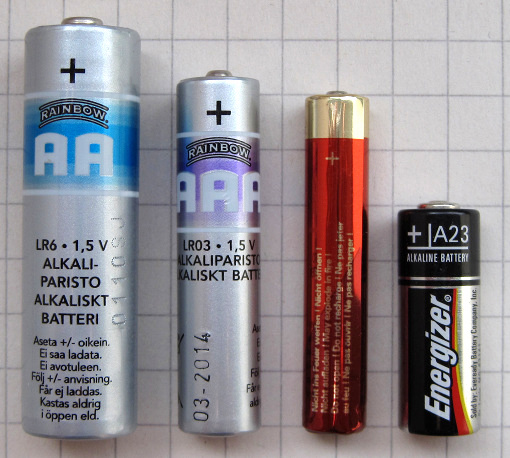
انواع باتری قلمی

معمولاً هر باتری از یک یاچند سلول کوچک داخلی تشکیل شده‌است، در باتری‌ها ممکن است سلول‌ها برای افزایش جریان با هم موازی شده یا برای افزایش ولتاژ با هم سری شوند، هر سلول شامل دو نیم سلول است که به صورت سری توسط ماده‌ای الکترولیت -شامل یون‌های مثبت و یون‌های منفی - که رسانای الکتریکی می‌باشد به هم متصل‌اند. با اتصال باتری به مصرف‌کننده یون‌های منفی از طریق سیم هادی به مصرف‌کننده وارد شده و بعد از ایجاد انرژی در آن (انرژی گرمایی بر اثر عبور از یک مقاومت یا انرژی جنبشی بر اثر القا یا انرژی نور بر اثر پرتاب و…) به سمت یون‌های مثبت حرکت می‌کنند و به تدریج یون‌های مثبت (که در اینجا حفره‌ها هستند) را خنثی می‌کنند.
با گذشت زمان یون‌های مثبت بیشتری خنثی شده و به تدریج انرژی باتری کم شده و مقاومت داخلی آن افزایش می‌یابد در این حالت بعد از گذشت مدت زمانی که معمولاً با آمپر ساعت باتری مشخص می‌شود باتری به صورت کامل تخلیه می‌شود؛ مثلاً یک باتری ۶۰ آمپر ساعت می‌تواند ۶ آمپر را تا ده ساعت تأمین کند، این باتری بعد از گذشت ۵ ساعت و با کشیدن جریان ۱۲ آمپر از ان به صورت کامل تخلیه می‌شود.
با کاهش جریان دریافتی از باتری می‌توان مدت زمان کارایی آن را افزایش داد، در این حالت باید پارامترهای مانند دما، لزرش و مقدار تنش موجود در جریان را نیز در زمان نهایی لحاظ کرد. به عنوان مثال باتری ۶۰ آمپر ساعتی در حالت تئوری باید جریان ۲۰ آمپر را برای مدت زمان ۳ ساعت تأمین کند در حالی که با توجه به ساختار باتری و همچنین دمای محیط ممکن است این زمان تا نیم ساعت نیز کاهش یابد.
اساساً، یک باتری شامل سه بخش عمده است: دو الکترود (مثبت و منفی) که داخل الکترولیت مستغرق می‌باشد. سازندگان باتری عموماً باتری را با ظرفیت کولومتریک مشخص می‌نمایند، که این مقدار از تخلیه باتری با شارژ کامل تا رسیدن به ولتاژ قطع به‌دست می‌آید. لازم است ذکر شود که عموماً باتری‌های مشابه در جریان‌های تخلیه متفاوت دارای ظرفیت متفاوت هستند. به‌طور کلی در جریان‌های تخلیه بزرگ‌تر ظرفیت باتری کاهش می‌یابد.

## تقسیم‌بندی باتری‌ها

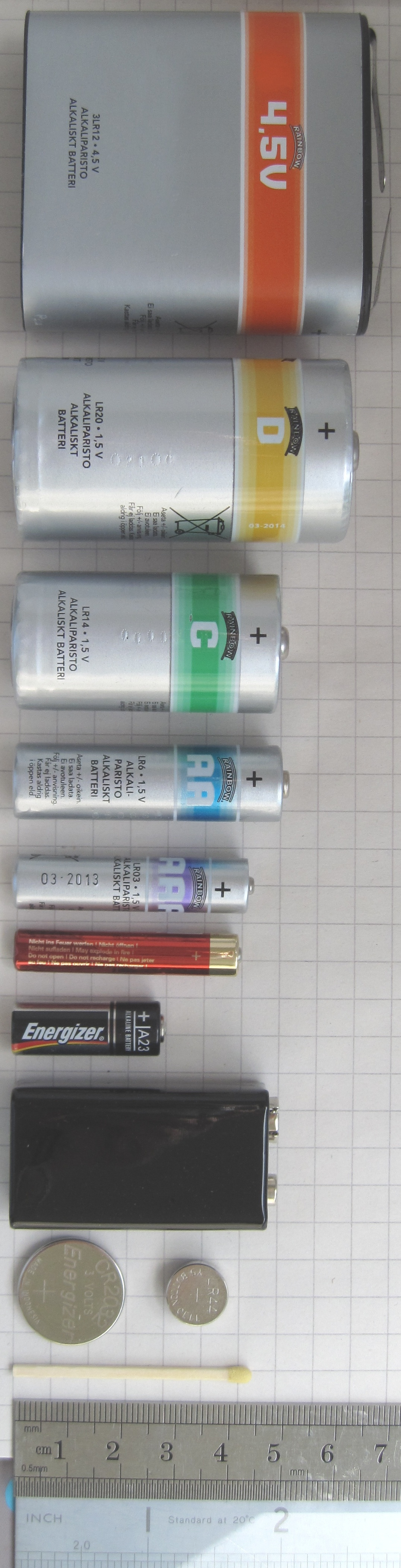
از بالا به پایین: باتری فانوس ۴٫۵ ولتی قوی، باتری دی، باتری سی، باتری قلمی، باتری نیم‌قلمی، باتری ای‌ای‌ای‌ای، باتری ای۲۳، باتری نه ولتی و یک جفت باتری دکمه‌ای

بر اساس شرایط محیطی و شرایط الکتریکی مورد استفاده بایستی از باتری‌های متفاوت استفاده کرد که دارای مشخصات گوناگون تحت شرایط دشارژ می‌باشند
انواع باتری از نظر کاربرد عبارت‌اند از:
- باتری‌های خورشیدی که شارژ آن‌ها تابع قوانین خاص است.
- باتری‌های مورد استفاده در منبع تغذیه بدون وقفه، لپ‌تاپ‌ها و گوشی‌های موبایل که توانایی تأمین یک جریان ثابت برای مدت زمان طولانی را دارند.
- باتری‌های اتومبیل، لیفتراک و موتورسیکلت که می‌توانند جریان زیادی را در مدت زمان کوتاه، جهت استارت تأمین کنند.
- باتری‌های سامانه‌های حفاظتی، روشنایی، امنیتی و سامانه‌های کنترل که باید دارای عمر و پایداری بالایی باشند.
- باتری‌های قلمی و نیم‌قلمی که برای مصارف عمومی ساخته شده‌اند و معمولاً ارزان‌تر هستند.
- باتری‌های دکمه‌ای و باتری‌های پشتیبان که می‌توانند جریان کمی را برای مدت زمان خیلی طولانی تأمین کنند.

به‌طور کلی باتری‌ها به دو دسته قابل شارژ و غیرقابل شارژ تقسیم‌بندی می‌شوند.

### باتری‌های اولیه(غیرقابل شارژ)
این باتری‌ها قادر به شارژ الکتریکی نبوده و یک بار استفاده و شارژ می‌شوند. باتری‌های غیرقابل شارژ، سلول‌های خشک (باتری خشک) نیز نامیده می‌شوند. در باتری خشک معمولی، بر اثر واکنش ماده آند (قطب مثبت) (عنصر روی، آلکالین، لیتیوم یا نقره) و ماده کاتد (قطب منفی) (عنصر کربن، کلرید، اکسید مس، دی‌سولفید آهن یا دی‌سولفید منگنز) با الکترولیتی که محیط بین آند و کاتد را دربر گرفته‌است، انرژی شیمیایی به انرژی الکتریکی تبدیل می‌شود. اساس نام‌گذاری باتری با نام‌های همچون باتری لیتیوم (Lithium) یا باتری Alkalin به دلیل عناصر استفاده در ساخت آن‌ها می‌باشد. در جدول زیر توضیحات بیشتری آورده شده‌است:

'

| ساختار شیمیایی                                                   | ولتاژ نامی هر سل | انرژی ویژه &۹۱;MJ/kg&۹۳; | نمونه کاربرد و ویژگی |
| ---------------------------------------------------------------- | ---------------- | ------------------------ | --- |
| Zinc–carbon                                                      | ۱٫۵              | ۰٫۱۳                     | کاربردهای عمومی (باتری ارزان). |
| Zinc–chloride                                                    | ۱٫۵              |                          | کاربرد عمومی با عمر بیشتر نسبت به Zinc–carbon. |
| Alkaline (zinc–manganese dioxide)                                | ۱٫۵              | ۰٫۴–۰٫۵۹                 | کاربرد عمومی . قیمت و عمر بالاتر ازZinc–chloride. |
| Nickel oxyhydroxide (zinc–manganese dioxide/nickel oxyhydroxide) | ۱٫۷              |                          | ظرفیت انرژی متوسط، مناسب برای مقاصد تمیز (باتری نشتی ندارد).                                                                                         |
| Lithium (lithium–copper oxide) Li–CuO                            | ۱٫۷              |                          | دیگر تولید نمی‌شود. با باتری silver oxide (IEC-type "SR") جایگزین شده‌است.                                                                             |
| Lithium (lithium–iron disulfide) LiFeS۲                          | ۱٫۵              |                          | قیمت زیاد، مناسب برای سیستم‌های گران‌قیمت و حساس، نظیر ریموت‌های کنترل، دوربین و ….                                                                     |
| Lithium (lithium–manganese dioxide) LiMnO۲                       | ۳٫۰              | ۰٫۸۳–۱٫۰۱                | قیمت زیاد، عمر طولانی، مناسب برای تغذیهٔ سیستم‌های پشتیبان، این باتری جریان نشتی داخلی کمی دارد و می‌تواند جریان کمی را برای مدت زمان طولانی تأمین کند. |
| Mercury oxide                                                    | ۱٫۳۵             |                          | قابلیت تأمین ولتاژ و جریان ثابت، این باتری به دلیل مضر بودن Mercury oxide برای سلامتی تولید نمی‌شود.                                                  |
| Zinc–air                                                         | ۱٫۳۵–۱٫۶۵        | ۱٫۵۹                     | قیمت بالا، قابلیت پیاده‌سازی در ابعاد بسیار کوچک - قابل استفاده در دستگاه‌های کوچک نظیر ساعت مچی و سمعک.                                               |
| Silver-oxide (silver–zinc)                                       | ۱٫۵۵             | ۰٫۴۷                     | قیمت بسیار بالا، این باتری از پایداری بالای برخودار است و از آن در دستگاه‌های تجاری و نظامی برای تغذیهٔ پشتیبان میکروکنترلرها و cpuها استفاده می‌شود.   |

هر باتری یک مقاومت داخلی (R) دارد و اختلاف پتانسیل بین قطب‌های باتری (V)، زمانی که جریان I از آن می‌گذرد، برابر V=Eemf - IxR می‌باشد. فرایند تبدیل انرژی در باتری باعث افزایش مقاومت الکتریکی داخلی آن می‌شود و این حالت تا آنجا پیش می‌رود که نیروی محرکه دیگر توانایی غلبه بر آن را ندارد. افزایش مقاومت الکتریکی در باتری به دلیل نفوذ مادهٔ کاتد (منفی) به داخل مادهٔ آند رخ می‌دهد.
در برخی از مواقع می‌توان با گرم و سرد کردن باتری (انداختن در آب جوش و منقبض و منبسط کردن باتری) یا زدن ضربه، مسیرهای جدیدی را برای عبور جریان ایجا کرده و مقاومت R را تاحدودی کم کرد.
در باتری فرسوده مقاومت داخلی به قدری زیاد است که با عبور جریان، ولتاژ دو سر باتری به سرعت افت می‌کند و باتری قابلیت تأمین انرژی الکتریکی مفید را ندارد.

### باتری‌های ثانویه (قابل شارژ)
از این باتری‌ها برای مقاصد زیر استفاده می‌شود:
1. باتری‌های نیروگاهی (GROE-OGI-OPZS-FNC)
2. باتری‌های آنتن‌های مخابراتی باتری‌های مخابراتی NET Power-power
3. باتری‌های مورد استفاده در سامانه‌های ریلی و مترو
4. باتری‌های مورد استفاده در پروژه‌های نفت، گاز و پتروشیمی (FNC)
5. باتری‌های خورشیدی (Solar.bloc)
6. باتری‌های مورد استفاده در ups
7. باتری‌های منابع تغذیه (SLA - VRLA)
8. باتری‌های اتومبیل، لیفتراک و موتورسیکلت
9. باتری‌های سامانه‌های حفاظتی، روشنایی، امنیتی و سامانه‌های کنترل

این باتری‌ها پس از دشارژ، با عبور جریان در جهت مخالف جریان دشارژ، به صورت الکتریکی قابل شارژ می‌باشند و با نام باتریهای ذخیره یا باتری شارژی نیز شناخته می‌شوند، عمر این باتری بیشتر از ۵ سال است و بارها می‌توان آن‌ها را شارژ و دشارژ کرد.
۱ – کاربردهایی که به دلیل صرفه اقتصادی و نیاز به توان بالاتر از توان باتری غیرقابل شارژ، باتریهای شارژی مورد استفاده قرار می‌گیرند. در این موارد هر چند امکان استفاده از باتریهای غیرقابل شارژ نیز وجود دارد ولی هزینه زیاد، کارایی کم و آلودگی محیط زیست را در پی خواهد داشت.
۲ – کاربردهایی که در آن‌ها از باتری‌های قابل شارژ به عنوان وسیله ذخیره انرژی استفاده می‌شود و باتریها توسط یک منبع انرژی اولیه شارژ و در هنگام نیاز انرژی ذخیره شده را به بار تحویل می‌دهند. در این حالت باتری همیشه توسط یک شارژر در زیر شارژر قرار گرفته و در مواقع قطع برق انرژی مورد نیاز مصرف‌کننده را تأمین می‌کند، باتری منبع تغذیه بدون وقفه و باتری اتومبیل، لیفتراک و موتورسیکلت نمونه‌ای از این کاربرد می‌باشد.
باتریهای قابل شارژ را می‌توان به دو دسته کلی اسیدی و بازی تقسیم‌بندی نمود که هر کدام براساس جنس الکترودهای مثبت و منفی به انواع گوناگون تقسیم‌بندی می‌شوند. برای کاربردهای صنعتی ساکن در اکثر موارد از باتریهای نیکل–کادمیوم (بازی) و برای کاربردهای که در آن لرزش وجود دارد معمولاً از باتری سرب – اسید استفاده می‌گردد. از ویژگی‌های باتریهای قابل شارژ علاوه بر قابلیت شارژ مجدد، توان بالا، نرخ دشارژ سریع و مشخصه عملکرد بهتر دمای پائین می‌باشد.
باتری نیکل - کادمیوم را معمولاً در Battery room یا باتری خانه نگهداری می‌کنند.

## توان الکتریکی باتری
توانی که هر باتری بر حسب وات فراهم می‌کند، برابر حاصل‌ضرب ولتاژ آن (بر حسب ولت) در حداکثر جریان مجاز آن (برحسب آمپر) می‌باشد. در کاربردهایی با توان بالا از جمله راه اندازه موتور خودرو، میزان توان‌های تأمین شده در فواصل زمانی کوتاه به بیش از ۱۰۰۰ وات می‌رسد. در کاربرد کم توان در وسایل الکترونیکی ظریف، مانند سمعک‌ها و ساعت‌های رایانه‌ای، اندازه توان‌های فراهم شده نزدیک چند میلی وات است.

## خطرات

### انفجار
پدیده انفجار باتری عموماً ناشی از عدم کاربرد صحیح، یا وجود یک مشکل در خود باتری است. برای مثال، تلاش برای شارژ نمودن مجدد باتری‌های اولیه یا غیرقابل شارژ، می‌تواند باعث انفجار این منبع انرژی الکتریکی شود.

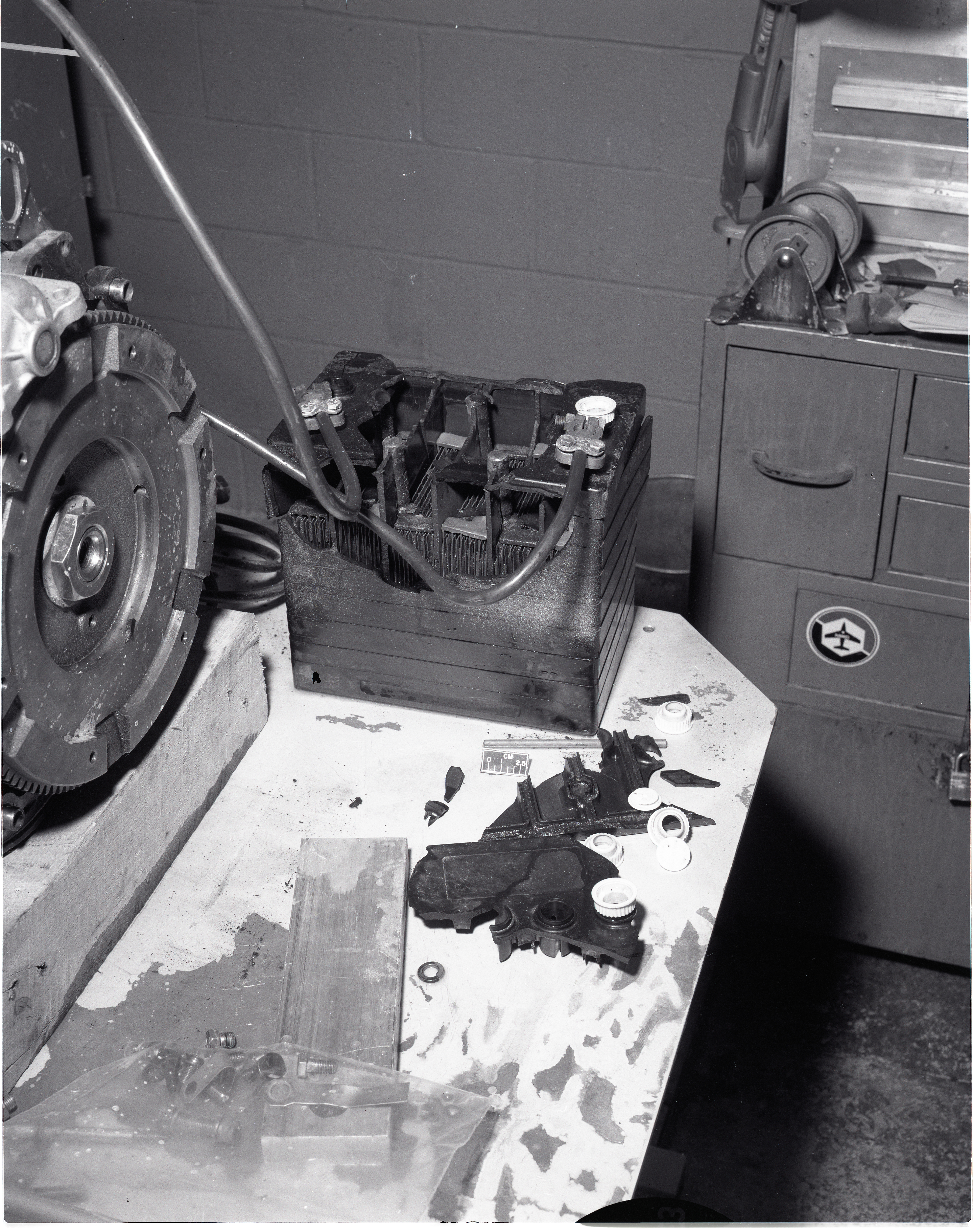
باتری منفجرشده

### نَشت
در بعضی از باتری‌ها از مقوا، فلز روی و مواد شیمیایی استفاده می‌شود. واکنش شیمیایی درون باتری در مدت زمان طولانی، باعث خروج و نشت مواد شیمیایی داخل باتری به بیرون شده و ایجاد خوردگی شیمیایی در قطعات فلزی دستگاه‌ها که اطراف باتری قرار دارند می‌نماید.

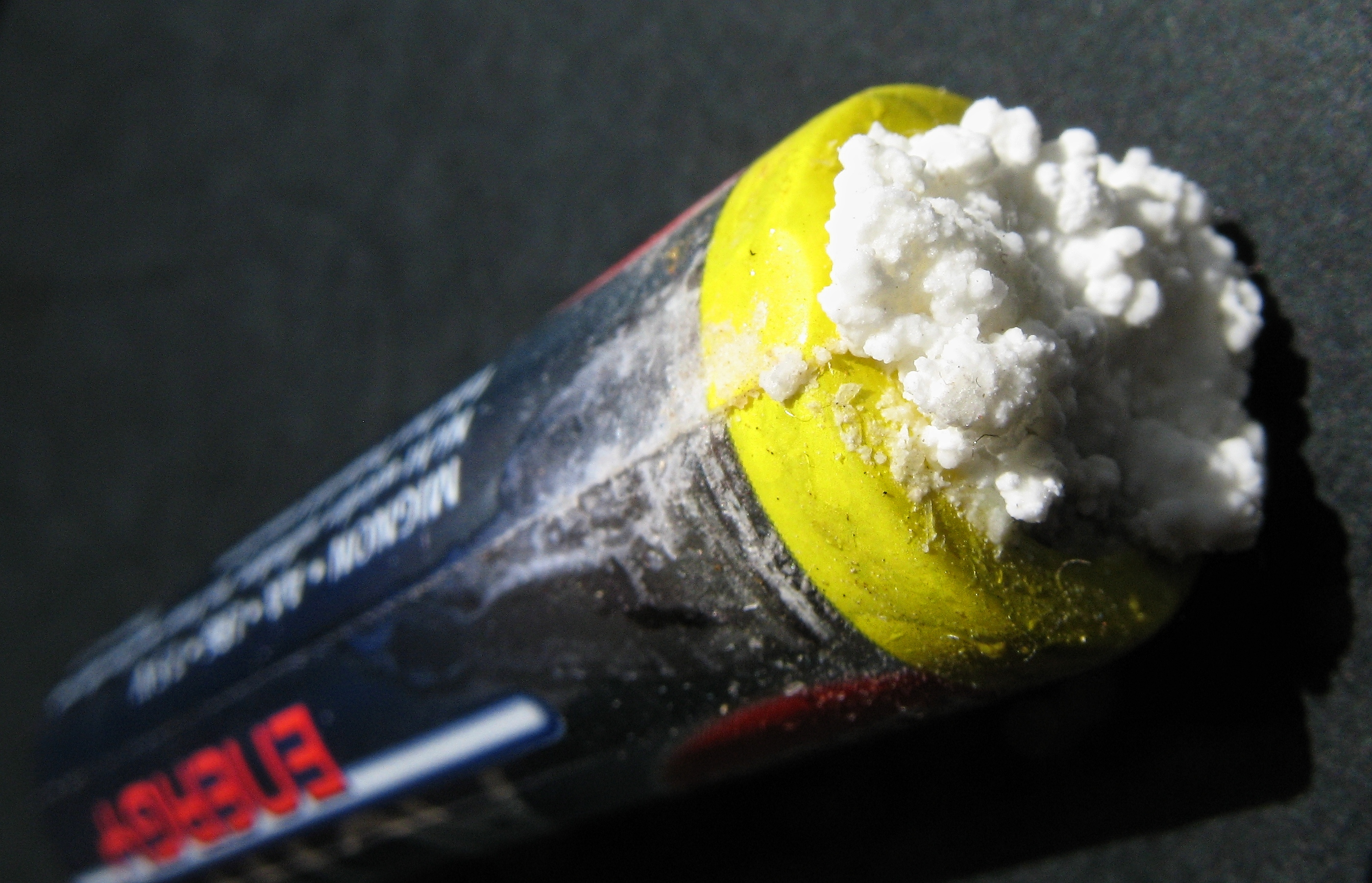
آسیب نشت ترکیبات داخلی به باتری

### ترکیبات سمی
افزایش بهره‌گیری از باتری‌ها و کاربردهای گسترده آن افزایش زباله‌های صنعتی و زیستگاهی تازه این کالا را به همراه داشته‌است. مواد سمی مانند سرب، جیوه و کادمیوم، در ترکیبات برخی باتری‌ها به‌عنوان الکترولیت یا الکترود، مورد استفاده هستند و در صورت عدم مدیریت صحیح زباله‌ها، می‌توانند وارد محیط زیست شده و خطرات گسترده‌ای ایجاد کنند و با نفوذ در خاک وارد زنجیره غذایی انسان شوند.
امروزه انسان‌های زیادی در تلاش بوده تا این خطرات را (برای مثال با ساخت باتری‌های چندبار مصرف که باعث کاهش زباله‌هایی از این قبیل می‌شود) کاهش دهند. باتری‌های روی-کربن برای محیط زیست خطرناک‌اند و پس از استفاده نباید همراه با بقیهٔ ضایعات خانگی دفع شوند.

## انواع
باتری‌ها از ابتدای تولید تاکنون در اندازه‌ها و شکل‌ها متفاوت برای کاربردهای مخصوص طراحی شده‌اند.

### بر پایه شکل و اندازه

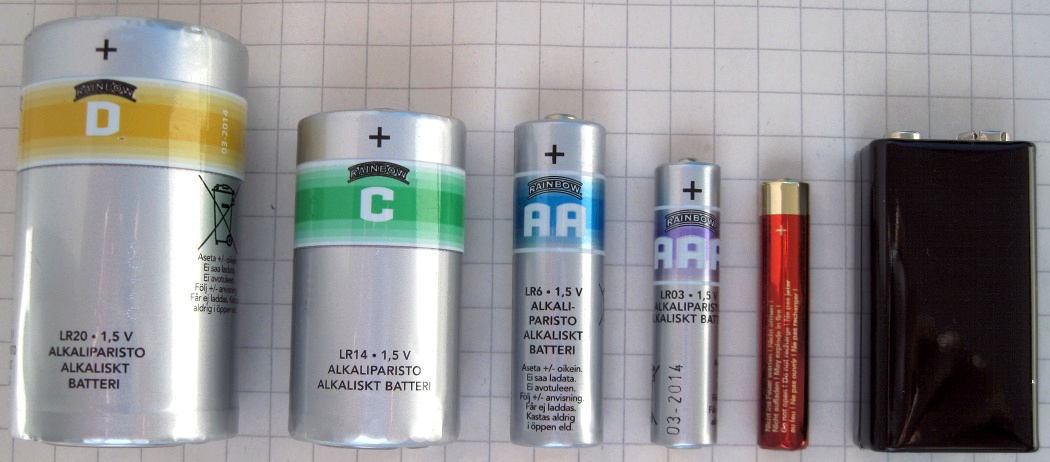
از چپ به راست باتری دی، سی، ای‌ای، ای‌ای‌ای، ای‌ای‌ای‌ای و نه ولتی

- باتری دی
- باتری سی
- باتری ای‌ای (قلمی)
- باتری ای‌ای‌ای (نیم‌قلمی)
- باتری ای‌ای‌ای‌ای
- باتری ان
- باتری نه ولتی
- باتری دکمه‌ای
- باتری ال‌آر۴۴
- باتری پک

### بر پایه دستگاه مصرفی
- باتری موبایل
- باتری فانوس
- باتری خودرو
- باتری خودرو برقی

### بر پایه فناوری
- باتری اتمی
- باتری لیتیم پلیمر
- باتری یون‌لیتیم
- باتری لیتیم–گوگرد
- باتری لیتیم آهن فسفات
- باتری قلیایی
- باتری اسید-سرب
- باتری نیکل–روی
- باتری نقره-اکسید
- باتری آلومینیم–هوا